# Torneo de Dubái 2023
El Dubái Tennis Championships 2023 fue un evento profesional de tenis perteneciente al ATP en la categoría ATP Tour 500 y en la WTA a los WTA 1000. Se disputó del 19 al 25 de febrero  para las mujeres y del 27 de febrero al 4 de marzo para los hombres, en Dubái, (Emiratos Árabes Unidos).

## Distribución de puntos
| Categoria            | G   | F   | SF  | CF  | R16 | R32 | C  | C2 | C1 |
| Individual masculino | 500 | 330 | 200 | 100 | 50  | 0   | 25 | 13 | 0  |
| Dobles masculino     | 500 | 300 | 180 | 90  | –   | –   | 45 | 25 | 0  |

| Modalidad           | G   | F   | SF  | CF  | R16 | R32 | R64 | C  | C2 | C1 |
| Individual femenino | 900 | 585 | 350 | 190 | 105 | 60  | 1   | 30 | 20 | 1  |
| Dobles femenino     | 900 | 585 | 350 | 190 | 105 | 1   | —   | —  | —  | —  |

## Cabezas de serie

### Individuales masculino
| Tenista               | Ranking | Preclasificado |
| Novak Djokovic        | 1       | 1              |
| Andrey Rublev         | 5       | 2              |
| Daniil Medvedev       | 8       | 3              |
| Félix Auger-Aliassime | 9       | 4              |
| Hubert Hurkacz        | 11      | 5              |
| Karén Jachánov        | 14      | 6              |
| Alexander Zverev      | 16      | 7              |
| Borna Ćorić           | 20      | 8              |

- Ranking del 13 de febrero de 2023.[3]

### Dobles masculino
| Tenista                          | Ranking | Preclasificado |
| Nikola Mektić Mate Pavić         | 15      | 1              |
| Ivan Dodig Austin Krajicek       | 19      | 2              |
| Lloyd Glasspool Harri Heliövaara | 23      | 3              |
| Hugo Nys Jan Zieliński           | 35      | 4              |

### Individuales femeninos
| Tenista               | Ranking | Preclasificada |
| Iga Świątek           | 1       | 1              |
| Aryna Sabalenka       | 2       | 2              |
| Jessica Pegula        | 4       | 3              |
| Caroline Garcia       | 5       | 4              |
| Cori Gauff            | 6       | 5              |
| Maria Sakkari         | 7       | 6              |
| Daria Kasatkina       | 8       | 7              |
| Belinda Bencic        | 9       | 8              |
| Elena Rybakina        | 10      | 9              |
| Veronika Kudermetova  | 11      | 10             |
| Beatriz Haddad Maia   | 12      | 11             |
| Petra Kvitová         | 13      | 12             |
| Jeļena Ostapenko      | 14      | 13             |
| Liudmila Samsonova    | 15      | 14             |
| Victoria Azarenka     | 17      | 15             |
| Ekaterina Alexandrova | 18      | 16             |

- Ranking del 13 de febrero de 2023.[4]

### Dobles femeninos
| Tenista                            | Ranking | Preclasificada |
| Cori Gauff Jessica Pegula          | 6       | 1              |
| Lyudmyla Kichenok Jeļena Ostapenko | 21      | 2              |
| Desirae Krawczyk Demi Schuurs      | 27      | 3              |
| Giuliana Olmos Shuai Zhang         | 31      | 4              |
| Nicole Melichar Ellen Perez        | 35      | 5              |
| Anna Danilina Luisa Stefani        | 55      | 6              |
| Zhaoxuan Yang Vera Zvonareva       | 56      | 7              |
| Kirsten Flipkens Laura Siegemund   | 57      | 8              |

## Campeones

### Individual masculino
Daniil Medvédev venció a  Andrey Rublev por 6-2, 6-2

### Individual femenino
Barbora Krejčíková venció a  Iga Świątek por 6-4, 6-2

### Dobles masculino
Maxime Cressy /  Fabrice Martin vencieron a  Lloyd Glasspool /  Harri Heliövaara por 7-6(7-2), 6-4

### Dobles femenino
Veronika Kudermétova /  Liudmila Samsónova vencieron a  Hao-Ching Chan /  Latisha Chan por 6-4, 6-7(4-7), [10-1]